# Pachyfragma wielkolistna
Pachyfragma wielkolistna (Pachyphragma macrophyllum) – gatunek roślin z rodziny kapustowatych (Brassicaceae). Występuje w rejonie Kaukazu, głównie na terenie Gruzji, poza tym w północno-wschodniej Turcji i Armenii (jedno stanowisko), podawany także z Kaukazu Północnego. Jako gatunek introdukowany odnotowany został w Wielkiej Brytanii. Rośnie w runie lasów liściastych na wysokościach od 700 do 1000 m n.p.m. (według części źródeł do 1900 m n.p.m.). Kwitnie od kwietnia do maja (w zachodniej Europie od marca), zapach kwiatów delikatny (cała roślina po roztarciu pachnie czosnkiem), a owocuje od czerwca do lipca.
Roślina uprawiana jest jako ozdobna, ale ma też jadalne liście. Zalecana jest do nasadzeń w ogrodach naturalistycznych i skalnych, na rabatach cienistych oraz do założeń o charakterze parkowo-leśnym. Istnieją odmiany o liściach przebarwiających się częściowo na czerwono jesienią i zimą. Roślina rozmnażana jest z nasion, przez podział i za pomocą sadzonek pędowych wiosną. Wymaga gleby średnio żyznej, próchnicznej i wilgotnej, najlepiej rośnie w półcieniu. 

## Morfologia
PokrójBylina z poziomo rosnącym kłączem, osiągająca od 18 do 45 cm wysokości. Pęd nagi lub rzadko owłosiony pojedynczymi, prostymi włoskami. Korzeń palowy.
LiścieOdziomkowe skupione w rozetę liściową, częściowo zimozielone, osiągają 18 cm długości, na długich ogonkach, o blaszce o średnicy ok. 10 cm, sercowatej i sercowato-nerkowatej, ząbkowanej i klapowanej. Liście łodygowe mniejsze.
KwiatyZebrane w szczytowe grona na wyprostowanych pędach kwiatostanowych. Działki kielicha cztery, wyprostowane. Płatki korony odwrotnie jajowate, o długości ok. 8–9 mm, białe z delikatnymi zielonymi żyłkami. Pręciki z pylnikami podługowatymi. Zalążnia z czterema zalążkami. Szyjka słupka krótka lub całkowicie zredukowana, zakończona dwudzielnym znamieniem.
OwoceSzeroko oskrzydlone (rzadko bez skrzydełek) i szerokie, odwrotnie sercowate łuszczynki osiągające 12–18 mm średnicy, osadzone na szypułkach w czasie owocowania poziomo odgiętych o długości 15–20 mm.

## Systematyka i pochodzenie
Gatunek z monotypowego rodzaju Pachyphragma (A. P. de Candolle) H. G. L. Reichenbach, Deutsche Bot. Herbarienbuch (Nom.) 179. Jul 1841, siostrzanego wobec rodzaju Pseudovesicaria, wchodzącego w skład monofiletycznej grupy obejmującej także rodzaje: czosnaczek Alliaria, Sobolewskia, Lysakia i Parlatoria. Cała ta grupa jest siostrzana wobec rodzaju Graellsia, a następnie wobec grupy obejmującej rodzaj tobołki Thlaspi i Didymophysa. Relacje filogenetyczne wskazują nie tylko na uzasadnioną odrębność rodzaju Pachyphragma, ale też na względnie odległe pokrewieństwo z rodzajem Thlaspi. Jest to o tyle istotne, że w wielu źródłach takson zaliczany jest do tego rodzaju jako Thlaspi macrophyllum Hoffm. (Thlaspi sect. Pachyphragma A. P. de Candolle).